# Entelecara dabudongensis
Entelecara dabudongensis är en spindelart som beskrevs av Paik 1983. Entelecara dabudongensis ingår i släktet Entelecara och familjen täckvävarspindlar. Inga underarter finns listade i Catalogue of Life.